# Rubia's Jungle
Rubia's Jungle is een Nederlandse zwart-witfilm uit 1970 van Pim de la Parra, gebaseerd op een verhaal van Charles Gormley.
De film werd opgenomen in elf dagen en opnamen werden gemaakt in Amsterdam-Noord, Laren en de Loosdrechtse plassen.

## Verhaal
De film begint met een man die de vrouw van zijn dromen niet kan krijgen. Deze vrouw, Rubia, heeft haar oog laten vallen op een wat oudere man, maar die wil van niets weten omdat die weer iemand anders op het oog heeft. Rubia's verlangen wordt een obsessie en uiteindelijk houdt ze haar nieuwe vriend gevangen.

## Rolverdeling
| Acteur          | Personage       |
| --------------- | --------------- |
| Quinn O'Hara    | Rubia           |
| Adrian Brine    | Lucas Silver    |
| Milton Irons    | Albert Lomax    |
| Sarah Brackett  | vrouw van Lomax |
| Nelly Frijda    | journalist      |
| Hans Snaauw     |                 |
| Olga Madsen     |                 |
| Basil Clarke    |                 |
| Maniuschka Cahn |                 |
| Jan Mey         |                 |
| Henk Uterwijk   |                 |